# Triumvirat
«Triumvirat» — німецький гурт напрямку прогресивний рок, створений у 1969 в Кельні (Західна Німеччина). Складався з трьох музикантів: композитор і клавішник Ганс-Юрген Фріц (Hans-Jürgen Fritz), барабанщик і автор текстів Ганс Батгельт (Hans Bathelt) та басист Вернер Франґенберґ (Werner Frangenberg).
Гурт завоював успіх на початку 1970-х, коли уклав контракт з лейблом EMI. Найуспішнішим вважається їх альбом «Spartacus», що багатьма критиками був оцінений як шедевр прогресивного року. Гурт проіснував до 1980-го року.

## Студійні альбоми
- Mediterranean Tales (1972)
- Illusions on a Double Dimple (1973)
- Spartacus (1975)
- Old Loves Die Hard (1976)
- Pompeii (1977)
- A La Carte (1978)
- Russian Roulette (1980)